# Maite Maiora Elizondo
Maite Maiora Elizondo (Mendaro, Guipúscoa, 20 de juny de 1980) és una corredora de curses de muntanya basca.
El 2014 va guanyar la marató de muntanya femenina de Sunbilla amb un temps de 3:52:05. A més de guanyar diverses curses de muntanya al País Basc el 2016, va ser campiona del món en la categoria SkyMarathon, i entre les competicions que va guanyar el 2017 es troben el campionat Skyrunner World Series i la emblemàtica marató de Zegama en la qual establí un nou récord de 4:34:27. Les seves millors marques en mitja marató es troben en competicions a Vitoria, amb un temps d'1:25:19 el 2010, i en marató a Màlaga, amb un temps de 2:49:39 el 2015.